# Éditions Gallimard
Éditions Gallimard este cel mai important grup de editură francez. Are sediul în Paris, rue Sébastien-Bottin 5 în 7. Arrondissement.
Denumită până în 1919 Éditions de la Nouvelle Revue française și până în 1961 Librairie Gallimard, formează un grup de editură francez. Casa de editură a fost fondată de Gaston Gallimard în 1911. Grupul Gallimard este în momentul de față condus de Antoine Gallimard. Considerată drept una dintre cele mai importante și mai influente case de editură în Franța, îndeosebi pentru literatura secolului al XX-lea și contemporană, Gallimard poseda în 2011 un catalog constituit din 36 de Premii Goncourt, 36 de scriitori care au primit Premiul Nobel pentru Literatură și 10 scriitori recompensați cu Premiul Pulitzer.

## Istoric
Instituția a fost fondat în 1911 de către Gaston Gallimard, care, împreună cu André Gide si Jean Schlumberger a avut ideea de a anexa unei edituri, revista, pe atunci deja de trei ani, Nouvelle Revue Française. Primele trei cărți – L’Otage de Paul Claudel, Isabelle de André Gide și La Mère et l’enfant de Charles-Louis Philippe - au apărut în iunie 1911, numele editorului Les Éditions de la Nouvelle Revue Française (NRF). De aici derivă logo-ul stilizat nrf, care poate fi încă găsite astăzi pe multe titluri ale editurii. 
După al doilea război mondial, a fost fondată de către Marcel Duhamel în editura Gallimard, Série noire, o serie franceză de romane polițiste de origine americană, așa-numitul "thriller". Acest gen independent, francez a fost în mare măsură responsabil pentru dezvoltarea rapidă a Roman noir („Roman negru”) în Franța. 
Din anul 1992, Éditions Gallimard aparține de Holding Groupe Madrigall. Societate de care, în 2015, alături de Gallimard, aparțineau de asemenea Flammarion și alte case de edituri.
Astăzi, este condusă de nepotul fondatorului, Antoine Gallimard. Numai în anul 2003, a fost publicate 1418 de titluri. În total, programul de publicare curent cuprinde aproximativ 17000 de titluri cu aproximativ 7000 de autori: 
Marcel Proust, André Gide, Milan Kundera, Georges Simenon, Saint-John Perse, Antonin Artaud, Jean-Paul Sartre, Simone de Beauvoir, Albert Camus, Louis-Ferdinand Céline, Jean Genet, René Char, Louis Aragon, Pierre Klossowski, Élisabeth Gille, André Malraux, Léo Malet, Philippe Djian, Jean-Claude Izzo, Antoine de Saint-Exupéry, Raymond Queneau, Marguerite Yourcenar, Eugène Ionesco, Georges Schehadé, Nathalie Sarraute, Marguerite Duras, Jean-Patrick Manchette, Pascal Quignard, Michel Tournier, Patrick Modiano, Jean-Marie Gustave Le Clézio, Lydie Salvayre und Édouard Glissant. 
Compania a realizat în anul 2003, cu 1000 de angajati vanzări de 226 de milioane de euro. În anul 2011, a fost organizată la Biblioteca Națională a Franței o expoziție cu istoricul editurii, cu ocazia aniversării a 100 de ani de la înființare.

## Subdiviziuni

### Case editoriale
- Éditions Denoël
- Les Éditions du Mercure de France
- Nouveaux Loisirs
- Futuropolis
- Gallimard Jeunesse
- P.O.L. (88 %)
- Les Éditions de la Table Ronde

### Vânzare și distribuție
- SODIS
- SOCADIS (Joint Venture cu Flammarion)
- Centre de Diffusion de l'Édition
- France Export Diffusion

## Serii
| - L’Arbalète/Gallimard - L’Arpenteur - L’Aube des peuples - La Bibliothèque de la Pléiade - Bibliothèque des histoires - La Bibliothèque Gallimard - Bibliothèque des idées - Bibliothèque des sciences humaines - La Blanche - Le Cabinet des Lettrés - Les Cahiers de la Nrf - Le Chemin - Connaissance de l’inconscient - Continents noirs - Le Débat - Découvertes Gallimard (Ausgliederung von François Masperos Verlagshaus) | - Du Monde entier - Folio - Folio essais - Folio histoire - Folio actuel - Folio bilingue - Folio théâtre - Folio plus - Foliothèque - Folio classique - Folio policier - Folio SF - Folio documents - Folio 2 € - Folioplus classiques - Haute enfance | - L’Imaginaire - L'Infini - Joëlle Losfeld - Livres d’art - NRF Biographies - NRF Essais - La Noire - Poésie/Gallimard - Le Promeneur - Quarto - Série noire - Le Temps des images - L’Univers des formes - L’Un et l’autre |

## Film
- Gallimard, Le Roi Lire., film documentar, Franța, 2011, 93:20 minute. Carte și regie: William Karel, producător: Films du Bouloi, arte France, INA, France Télévisions,  Arhivat în 24 septembrie 2015, la Wayback Machine., arte.